# ウィリアムズバーグの戦い
ウィリアムズバーグの戦い（ウィリアムズバーグのたたかい、英:Battle of Williamsburg）は、南北戦争初期の1862年5月5日、バージニア州ヨーク郡、ジェームズシティ郡およびウィリアムズバーグで、半島方面作戦の一部として行われた戦闘である。半島方面作戦では最初の会戦であり、41,000名の北軍（ポトマック軍）と32,000名の南軍が戦い、決着は付かず、南軍が撤退を続けることになった。
1ヶ月続いたヨークタウンの包囲戦から南軍が撤退した後で、北軍ジョセフ・フッカー准将の師団がウィリアムズバーグ近くで南軍の後衛に遭遇した。フッカーはウィリアムズバーグ道路に沿った土盛りのマグルーダー砦を攻撃したが撃退された。ジェイムズ・ロングストリート少将が指揮した南軍の反撃は北軍の左側面を圧倒する怖れがあったが、フィリップ・カーニーの師団が到着し北軍の陣地を安定させた。続いてウィンフィールド・スコット・ハンコック准将の旅団が動いて南軍の左側面を脅かし、放棄されていた2つの堡塁を確保した。南軍は反撃したが不成功だった。ハンコックの局所的な成功は生かされなかった。南軍は夜の間にリッチモンド方向への撤退を続けた。

## 背景
南軍のジョセフ・ジョンストン将軍が5月3日の夜にヨークタウンの戦いにおけるウォーウィック前線から思いがけずその軍隊を撤退させ、北軍のジョージ・マクレラン少将は意表を突かれ即座の追撃の用意も出来ていなかった。5月4日、マクレランは騎兵隊指揮官ジョージ・ストーンマン准将にジョンストン軍の後衛を追撃させ、ポトマック軍のおよそ半分をエドウィン・V・サムナー准将の指揮でストーンマンの後を追わせた。また、ウィリアム・B・フランクリン准将の師団にはヨーク川の輸送船に乗せて上流に向かわせ、それでジョンストン軍の退路を断とうとした。しかし、船に兵士や装備を乗せるのに2日間も要してしまい、5月5日の戦闘には間に合わなかった。フランクリン師団は上陸して5月7日のエルサムズランディングの戦いを行った。
5月5日までに、ジョンストン軍は道がぬかるんでいたので緩りと行軍し、ストーンマン騎兵隊はジョンストン軍後衛のJ・E・B・スチュアートの騎兵隊と小競り合いを演じた。ジョンストンはその軍隊の大半が自由になる時間を取るために、以前ジョン・B・マグルーダー准将が建造していたウィリアムズバーグ道路に跨る土盛りの大きなマグルーダー砦に、その軍隊の一部を派遣して後方を支えさせることにした。

## 戦闘
第3軍団ジョセフ・フッカー准将の第2師団が北軍進軍の先導歩兵隊となった。フッカー隊はマグルーダー砦と射撃壕線さらに砦から南西に円弧状に展開する小さな砦群を攻撃したが、撃退された。ジェイムズ・ロングストリート少将が指揮した南軍の反撃は、北軍の主力が到着するのを待ちながら早朝から単独で争っていたフッカー師団を圧倒する勢いになった。フッカーは、第4軍団ウィリアム・F・"ボールディ"・スミス准将の第2師団が北のヨークタウン道路を行軍しており、戦いの音を聞いてフッカー師団の右手に来て支援してくれることを期待していた。しかし、スミス師団はサムナーの指示でフッカーの陣地からは1マイル (1.6 km)以上離れて止まっていた。スミスは、南軍が砦を出てヨークタウン道路上を攻撃して来るのではないかと心配していた。

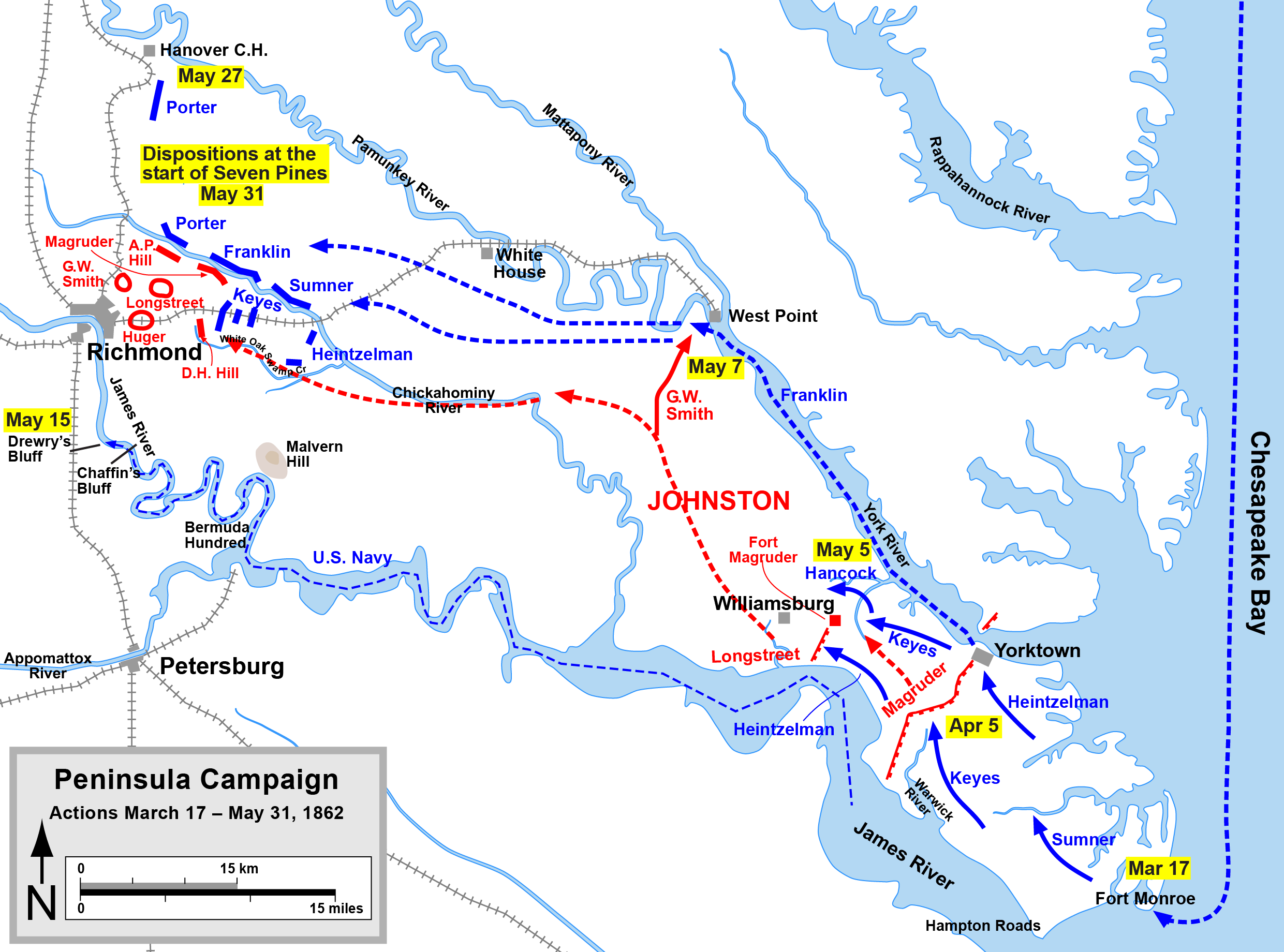
半島方面作戦のセブンパインズの戦いまでの概観図.
南軍
北軍

ロングストリート隊こそ砦を出たが、彼らが攻撃したのはフッカー隊でありスミスやサムナーの部隊ではなかった。南軍カドマス・M・ウィルコックス准将の旅団がフッカーの前線に強い圧力を掛けた。「ヤンキードゥードゥル」を演奏していた連隊音楽隊が通り過ぎる時に撤退する部隊を遅らせ、部隊を糾合する時間ができて、午後2時半頃に第3軍団フィリップ・カーニー准将の第3師団の到着による支援が間に合った。カーニーはこれ見よがしにその前哨線の前に馬で乗り進んで状況を把握し、片腕をなくしていたが残っていた腕でそのサーベルを煌かせ部隊に前進を促した。南軍はリーズミル道路から押し出され、森や防御戦の逆茂木の向こうに下がった。そこで激しい銃撃戦が午後一杯続いた。
フッカー隊がマグルーダー砦の正面で南軍と対峙を続ける中で、スミス師団ウィンフィールド・スコット・ハンコック准将の第1旅団が北軍の右手数マイルを行軍しており、ジョーンズミル池を作るために堰きとめていた所でカブ・クリークを渉り、正午頃にロングストリート隊の左側面に砲撃を始めた。ロングストリートの予備軍を指揮していたD・H・ヒル少将がそれ以前にジュバル・アーリー准将の旅団を派遣して、ウィリアム・アンド・メアリー大学のグラウンドに配置していた。北軍の砲撃の音を聞いたアーリーとヒルはその方向に急行した。アーリーは指揮する部隊を分けて、自らは2個連隊（第24および第38バージニア歩兵連隊）を率いて適切な偵察も行わずに森を抜け、出たところが敵の側面ではなく、放棄されていた2つの堡塁を占拠したハンコック隊の真正面だった。アーリーは自ら第24バージニア連隊を指揮して無益な攻撃を掛けたが、肩を貫通する銃弾で負傷した。
ハンコックはサムナーから繰り返しカブ・クリークまで部隊を後退させるよう命令を受けていたが、南軍の攻撃をその陣を守る言い訳に使った。第24バージニア連隊が突撃を掛けた時に、ヒルがアーリーの残りの連隊第5ノースカロライナ連隊を率いて森の中から現れた。ヒルは状況の難しさを認識する以前に攻撃を命じた。ハンコック隊は3,400名の歩兵と8門の大砲があり、1,200名足らずで大砲の支援もなく攻撃する南軍の連隊2部隊よりも勢力で勝っていた。ヒルは攻撃が始まった後で中止を命令したが、ハンコックが反撃を命じた。ノースカロライナ連隊は302名の損失を出し、バージニアの2個連隊も508名が損失となった。北軍の損失は約100名だった。この戦闘の後、その反撃は素晴らしく勇敢な銃剣突撃として広く知られることになり、マクレランがハンコックの「極上」功績と表現したことから、ハンコックには「極上のハンコック」という渾名が付いた。
午後2時頃、北軍第4軍団ダライアス・コウチ准将の第1師団ジョン・J・ペック准将の旅団が到着してフッカーの前線の右手を支援し展開した。この段階までにフッカーの前線はマグルーダー砦前の開けた地面から押し返され、南軍の防衛線から約600ないし1,000ヤード (540-900 m)離れた逆茂木や深い森の中に入っていた。フッカー隊の中で、第1アメリカ軽装砲兵隊チャールズ・H・ウェバー大尉のH大隊とニューヨーク軽装砲兵隊ウォルター・M・ブラムホール大尉の第6大隊が失われてその士気は恐ろしく下がっていた。ペック隊の戦場への到着とブラムホール大隊の旅団としての復活が、退却の瀬戸際にあったフッカー師団にとっては大事な瞬間となった。

## 戦闘の後
北部の新聞はこの戦闘を北軍の勝利と報じた。マクレランは優勢な敵軍に対する「輝かしい勝利」に分類したが誤っていた。しかし、ウィリアムズバーグの防衛は南部から見れば北軍の進撃を遅らせたことであり、それで南軍の大半はリッチモンドへ向けた退却を続ける余裕ができた。南軍の損失は5月4日の騎兵戦を含め1,682名であり、北軍は2,283名だった。